# Valli del Pasubio
Valli del Pasubio – miejscowość i gmina we Włoszech, w regionie Wenecja Euganejska, w prowincji Vicenza.
Według danych na rok 2004 gminę zamieszkiwało 3430 osób, 70 os./km².